# Tabaktrafik

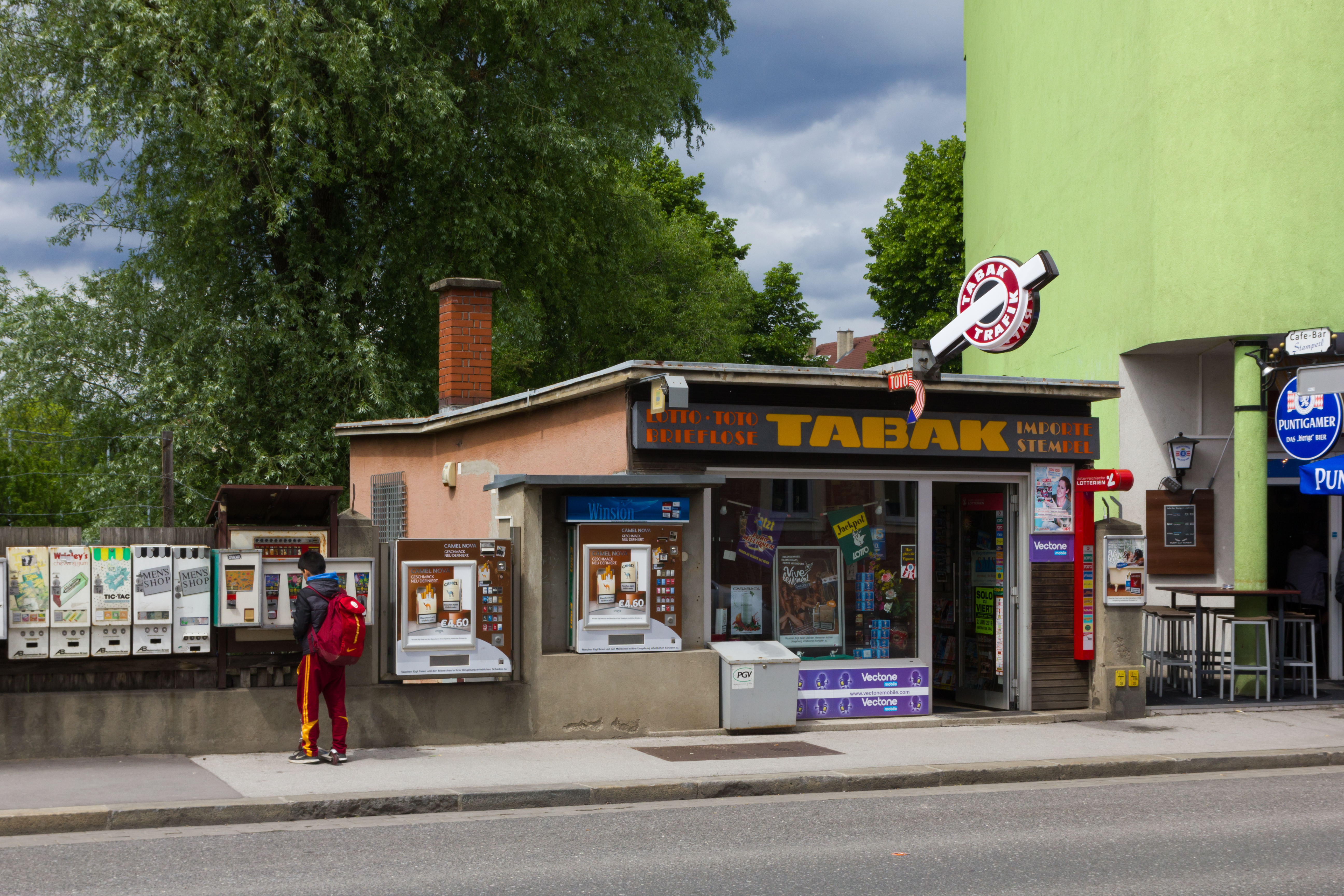
Freistehende Tabaktrafik in Graz

Eine Tabaktrafik (mündlich fast ausschließlich Trafik, Betonung auf der letzten Silbe, Plural Trafiken) ist in Österreich eine Verkaufsstelle für Tabakwaren, Zeitungen, Magazine, Schreibwaren, Ansichtskarten sowie andere Kleinwaren wie Fahrscheine für städtische Verkehrsmittel sowie die Fernreisezüge der Westbahn, außerdem Parkscheine für Kurzparkzonen in den verschiedenen Geltungsbereichen. Ebenso sind in vielen Trafiken ASFINAG-Vignetten zur Benutzung der Autobahnen und Schnellstraßen erhältlich. Auch die inzwischen abgeschafften Stempelmarken durften in Trafiken verkauft werden. Entstanden infolge des unter Kaiser Joseph II. eingeführten Tabakmonopols, gibt es ähnliche Einrichtungen auch in anderen Nachfolgestaaten Österreich-Ungarns und in Italien.

## Bedeutung

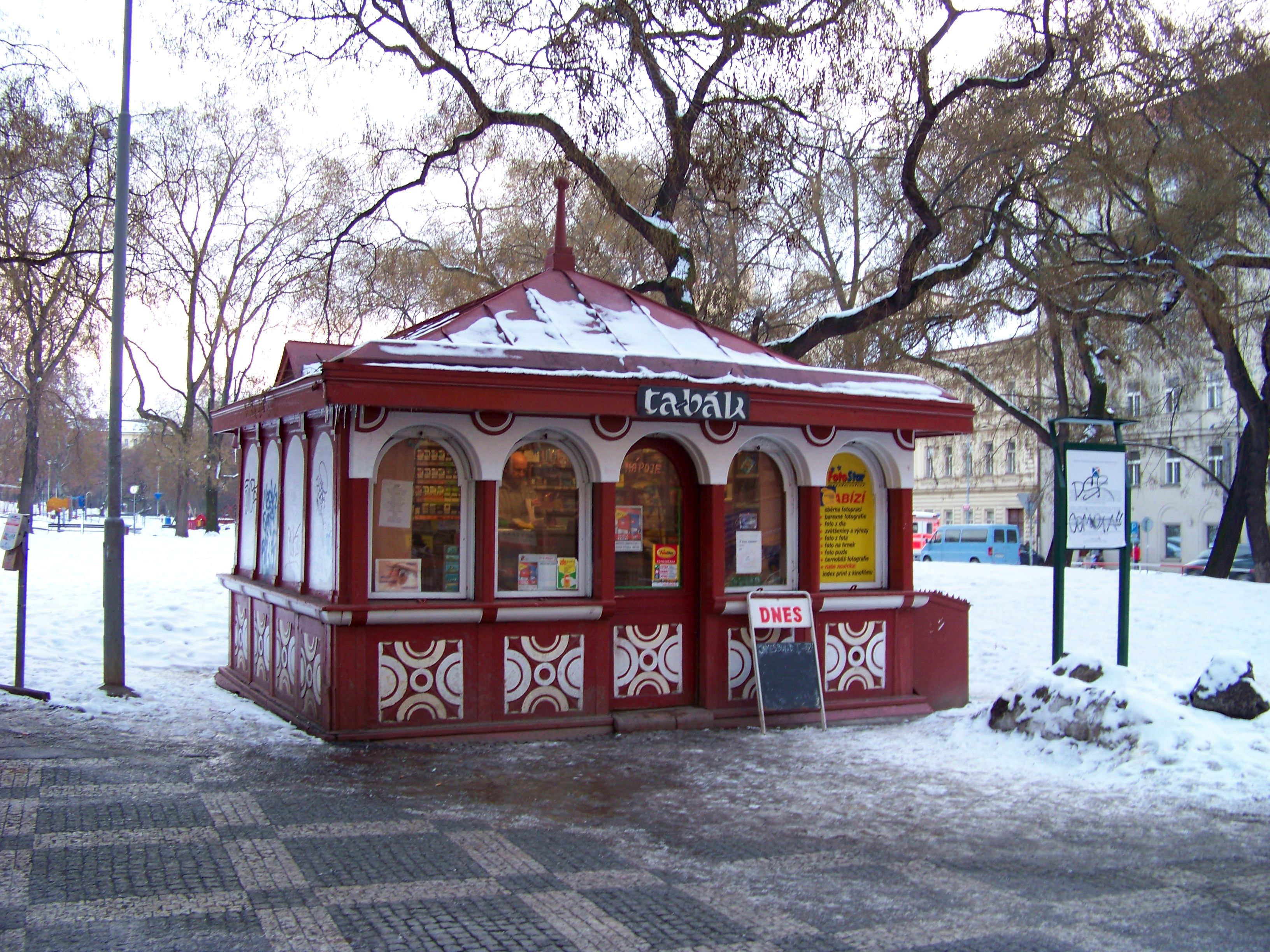
Denkmalgeschützter rondokubistischer Kiosk in Prag

Nur wenige Tabaktrafiken haben noch Briefmarken, seitdem die Post die Provisionen reduziert hat. Die meisten fungieren aber zusätzlich als Lotto- und Totoannahmestellen, für die ebenfalls eine Genehmigung der Monopolverwaltung notwendig ist. Eine Auswahl an Trafiken, gekennzeichnet als Trafikplus-Trafiken, verkaufen zudem auch Eintrittskarten für Veranstaltungen aus den Buchungssystemen der beiden größten österreichischen Ticketing-Anbieter, Oeticket und Wien-Ticket, sowie Gutscheine für zum Beispiel das Steirische Thermenland, Dinner & Casino sowie Thermengutscheine für ganz Österreich.
Nur Tabakfachgeschäfte und Tabakverkaufsstellen dürfen Tabakwaren zum regulären Preis verkaufen. Falls jedoch in einem Gebiet nicht genügend Trafiken vorhanden sind, bekommen auch andere Geschäfte (Tabakverkaufsstellen) eine Verkaufsgenehmigung. Bei Gastronomiebetrieben und Tankstellen, die Tabakwaren zum Trafikpreis beziehen, müssen die Preise mindestens 10 % höher sein.

## Etymologie
Der Name Trafik kommt von dem italienischen Wort traffico (= Handel). Betreiber einer Trafik bezeichnet man als Trafikanten/Trafikantinnen. Den Begriff findet man bereits in einem Schreiben von Kaiser Joseph II., der 1784 das Tabakmonopol erließ. Ähnliche Einrichtungen gibt es in den anderen Nachfolgestaaten Österreich-Ungarns (beispielsweise Ungarn trafik, Tschechien trafika und Slowenien trafíka) und in Italien, wo sie tabaccheria oder tabacchi(no) (letzteres Wort hat im deutschen Dialekt Südtirols das Wort Trafik ersetzt) genannt werden und neben dem Monopol für den Verkauf von Tabakwaren lange Zeit auch das für Salz hatten.

## Geschichte

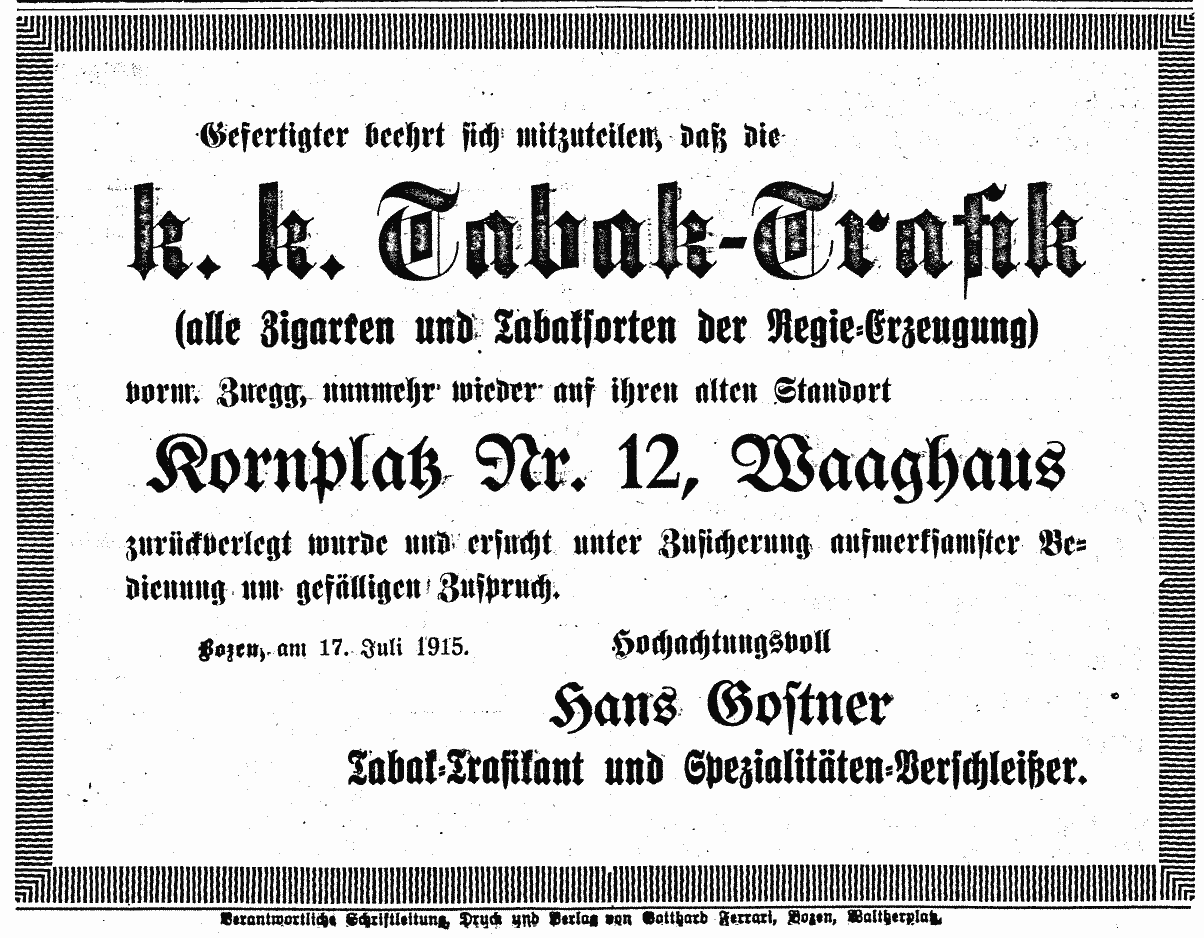
Zeitungsannonce in den Bozner Nachrichten von 1915 für die Tabaktrafik im Bozner Waaghaus

Ab der Einführung des Tabakmonopols wurden Kriegsinvaliden, Kriegerwitwen und schuldlos verarmten Beamten Trafikantenstellen zu ihrer Versorgung zugestanden. Auch heute noch werden Invalide bei der Vergabe bevorzugt. Die Trafikantenstellen werden auf Lebenszeit vergeben und können unter bestimmten Umständen an nahe Angehörige vererbt werden.
Mit dem EU-Beitritt Österreichs wurde ein Großteil des Tabakmonopols und die staatliche Austria Tabak, die bis dahin das Monopol ausgeübt hatte, privatisiert. Für den Einzelhandel und die Produktion blieb das Monopol bestehen. Es wird gemäß Tabakmonopolgesetz 1996 durch die zu 100 % in Staatsbesitz befindliche Monopolverwaltung GmbH ausgeübt. Diese schreibt die Vergabe von Tabaktrafiken aus und überwacht die Einhaltung von Regeln zur Beschränkung des Wettbewerbs, wie etwa Werbe- und Rabattverbot und Gebietsschutz.
Die Anzahl der Trafiken ist in den letzten Jahren rückläufig. Momentan gibt es rund 2400, wovon 1270 von Menschen mit Behinderung geführt werden (Stand 2020).

## Ungarn

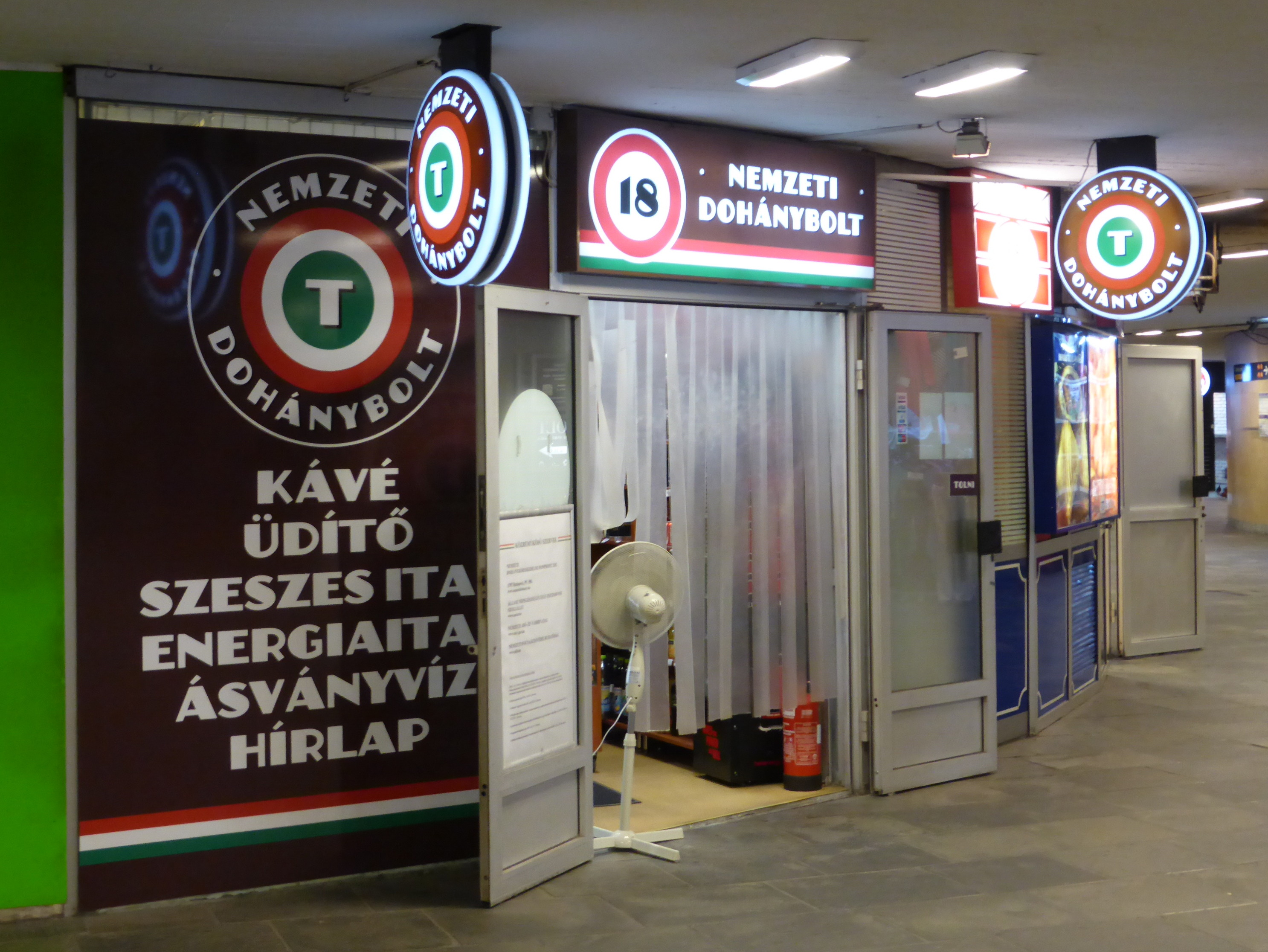
Tabaktrafik in Budapest mit Getränken und Zeitungen

In Ungarn heißen die Trafiken zwar seit 2011 offiziell Nemzeti dohánybolt (Staatlicher Tabakladen), das Wort Trafik ist aber in der Umgangssprache immer noch im Gebrauch. Das Logo ist ein „T“ in den ungarischen Landesfarben. Der Zutritt ist erst mit 18 Jahren erlaubt, was durch ein großes Verbotszeichen am Eingang kundgetan werden muss. Werbung in der Auslage ist verboten, die Fenster müssen braun foliert sein. Wegen der strengen Zutrittsbeschränkungen werden seltener andere Artikel verkauft. Geschäfte und Supermärkte, die früher Tabakwaren verkauft haben, waren gezwungen, eigene abgetrennte Räume oder Lokale einzurichten.

## Frankreich

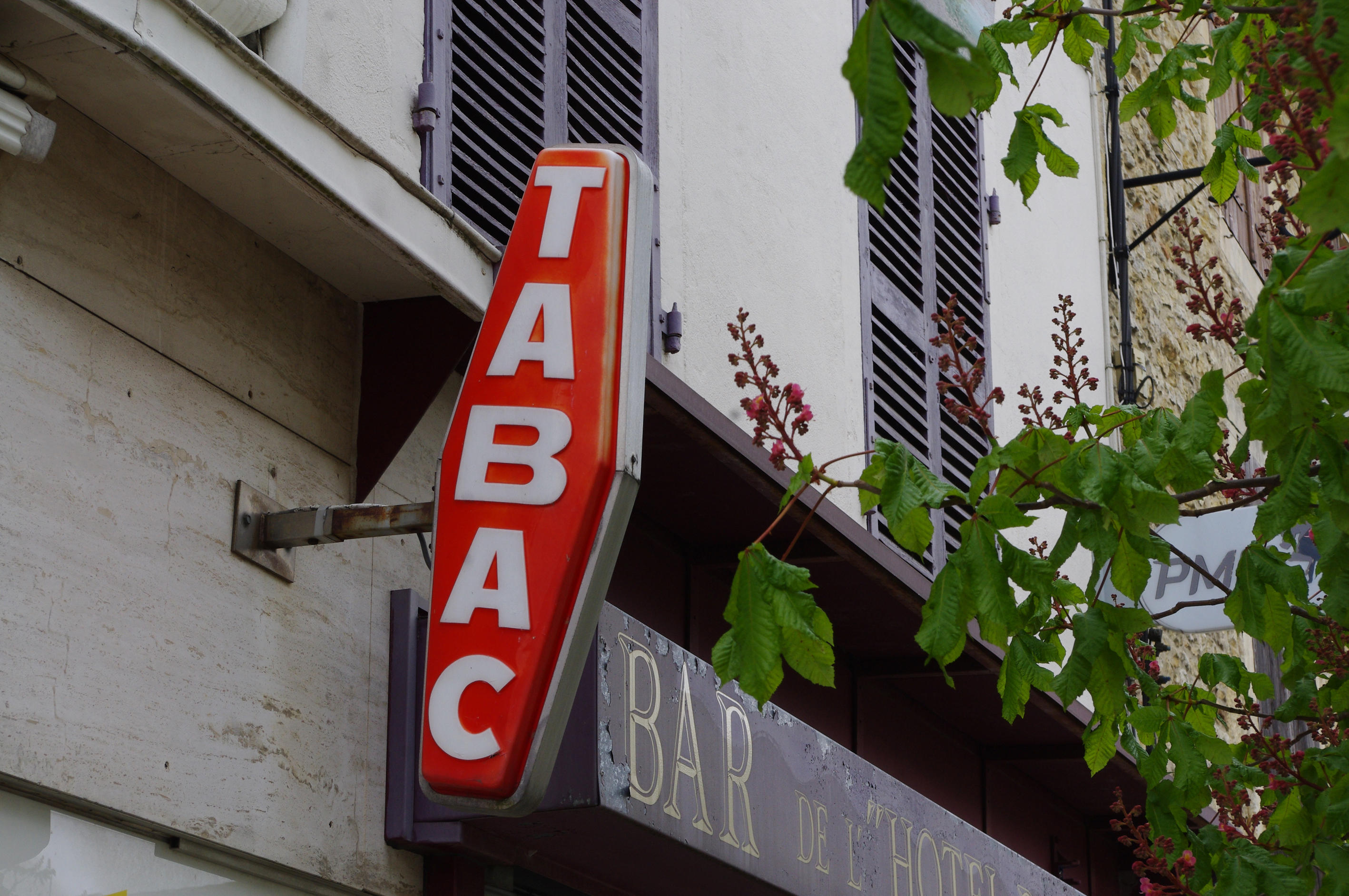
„Carotte“ an einer französischen Bar

In Frankreich, wo ein ähnliches Tabakmonopol bestand, heißen die Tabakverkaufsstellen (mit oder ohne Presse) Bureau de Tabac. Häufig befinden sich solche Verkaufsstellen in Bars, die dann als Bar-Tabac bezeichnet werden. Das Signet ist eine als „carotte“ bezeichnete rote geometrische Figur, meist mit weißer Aufschrift (siehe Abbildung).

## Literarische Bearbeitung
Der Trafikant heißt ein 2012 erschienener Roman von Robert Seethaler. Er spielt in den Jahren 1937 und 1938, Protagonist ist ein angehender Trafikant, Schauplatz eine Trafik in der Währinger Straße im 9. Wiener Gemeindebezirk. Gesprächspartner des Trafikanten ist Sigmund Freud. 2017 wurde der Roman von Nikolaus Leytner verfilmt.